# Wang Yangming
Wang Yangming (xinès tradicional: 王陽明, xinès simplificat: 王阳明, pinyin: Wáng Yángmíng Zhōukān, en japonès: 'Ō Iōmei,) (Yuyao, 31 d'octubre de 1472 - Nan-an, Kiangsi, 9 de gener de 1529) va ser un erudit neoconfucianista de l'escola dels lletrats, oficial i general de temps de la dinastia Ming. És habitualment considerat, després de Zhu Xi, com el més important pensador neoconfucià, amb interpretacions del confucianisme que negaven el racionalisme dualista de la filosofia ortodoxa de Zhu Xi i afirmaven un idealisme. Era conegut com a Yangming Xiansheng (Mestre Brillant Yangming) en cercles literaris.

## Biografia

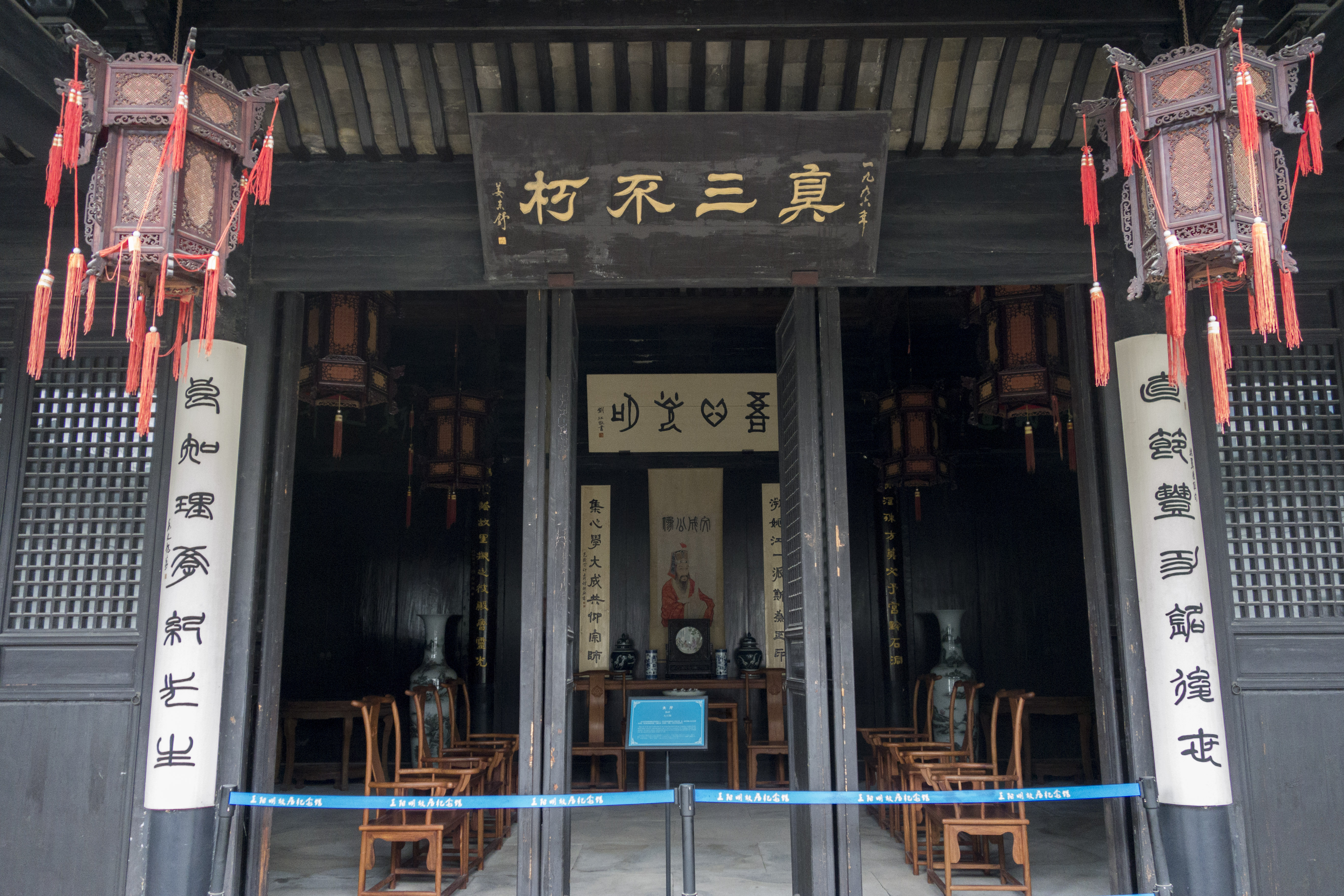
Grand Hall, antiga residència de Wang Yangming

Va néixer com a Wang Shouren (守仁) a Yuya, en la província de Zhejiang, en una família erudita amb una tradició de servei burocràtic. El seu pare, Wang Hua, va ser el primer (Zhuangyuan, 狀元) a l'Examen Imperial de 1481, i es va convertir en el viceministre del Ministeri de Ritus, però més tard va ser degradat i posteriorment expulsat del servei governamental per haver ofès Liu Jin, un eunuc.
Wang va obtenir el títol de juren el 1492 i el de jinshi el 1499. Més tard va servir com a assistent executiu en diversos departaments governamentals fins al desterrament per ofendre a un eunuc el 1506. No obstant això, la seva carrera professional es va reprendre quan va esdevenir governador de Jiangxi.
Adult es va canviar el seu nom de Shouren pel de Bo'an (伯安). Yangming és el seu Hào, és a dir, pseudònim. Va ser el líder de l'Escola de la ment neoconfuciana, que sostenia una interpretació de Menci que unificava el coneixement i l'acció. La seva escola rival, l'Escola del Li (principi), assegurava que el fet de guanyar coneixement és una forma de preparació o conreu que, en ser completada, podia guiar l'acció.

### Explotacions militars
Wang es va convertir en un general d'èxit i era conegut per l'estricta disciplina que va imposar a les seves tropes. El 1517 i el 1518, va ser enviat en resposta a les peticions per reprimir les revoltes camperoles a Jiangxi, Fujian i Guangdong. Preocupat per la destrucció que va venir amb la guerra, va demanar al tribunal que permetés l'amnistia i va destruir amb èxit les forces militars rebels.

#### Eliminant la rebel·lió del príncep de Ning

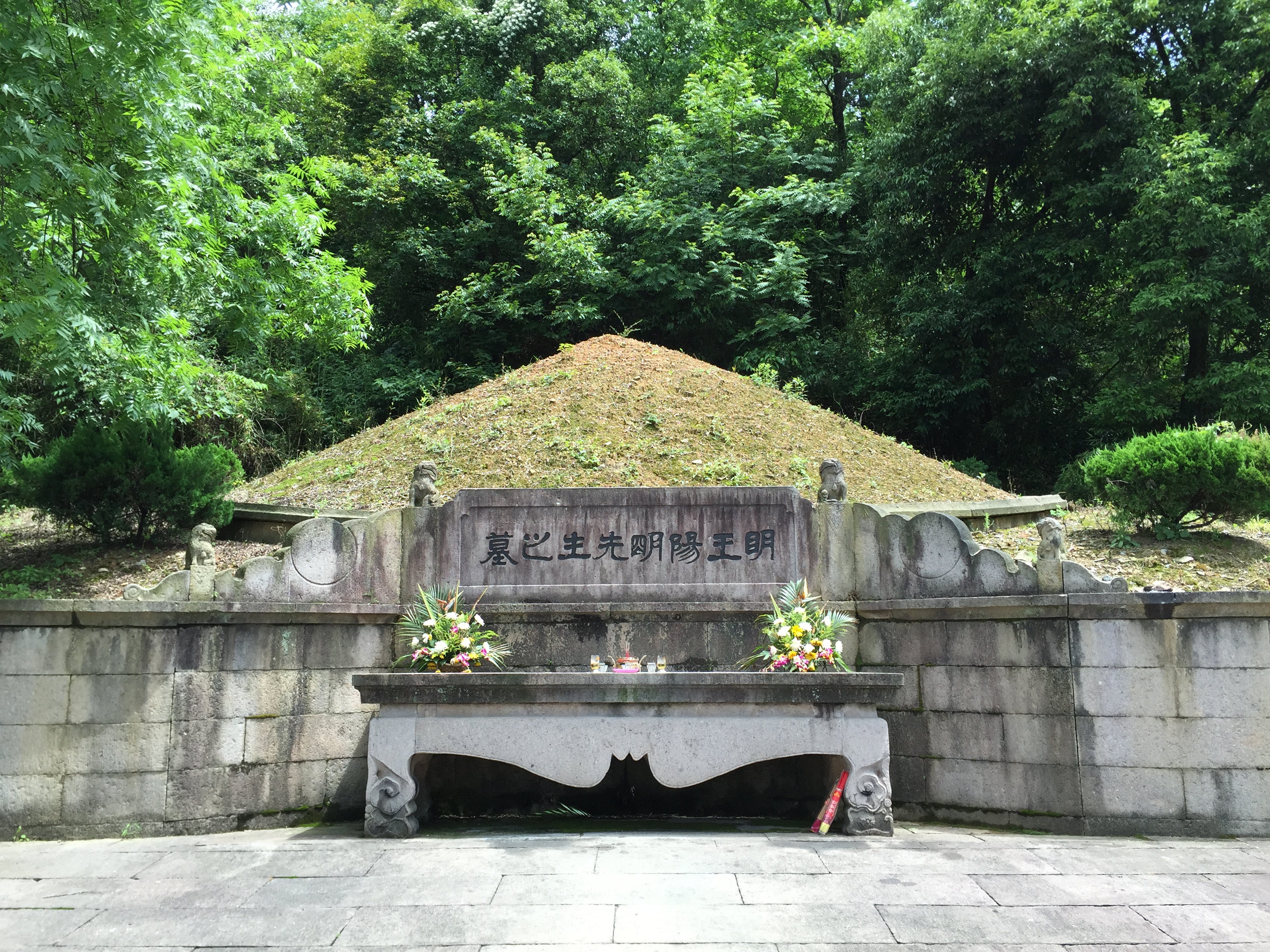
Tomba de Wang Yangming a Shaoxing

L'any 1519 dC, mentre era governador de la província de Jiangxi i en el seu camí per reprimir les revoltes a Fujian, Wang es va enfrontar de sobte a la rebel·lió del príncep de Ning, dirigida per Zhu Chenhao, el quart príncep de Ning. Atès que la base del príncep a Nanchang li va permetre navegar pel riu Iang-Tsé i capturar la capital del sud de Nanquín, Wang es va preparar activament per a la batalla per evitar aquesta possibilitat, mentre es va dedicar a l'engany per convèncer el príncep que els exèrcits s'estaven movent per envoltar-lo. El príncep, enganyat per això, va dubtar i va donar temps perquè Nanquín es reforcés. Finalment, obligat a enfrontar-se a les forces governamentals, el príncep de Ning va ser derrotat i capturat.
En aquesta campanya, Wang també va fer una de les primeres referències a l'ús del fo-lang-ji a la batalla, un canó de colobrina de retrocàrrega importat dels nous aventurers portuguesos a la Xina. Com a governador de Jiangxi també va construir escoles, va rehabilitar els rebels i va reconstruir el que va perdre l'enemic durant la revolta. Encara que va ser batejat comte, va ser ostracitzat per oposar-se a Zhu Xi.
Trenta-vuit anys després de la seva mort, li van donar els títols de marquès i culminació de la cultura. El 1584 se li va oferir un sacrifici al temple confucià, el màxim honor per a un erudit.

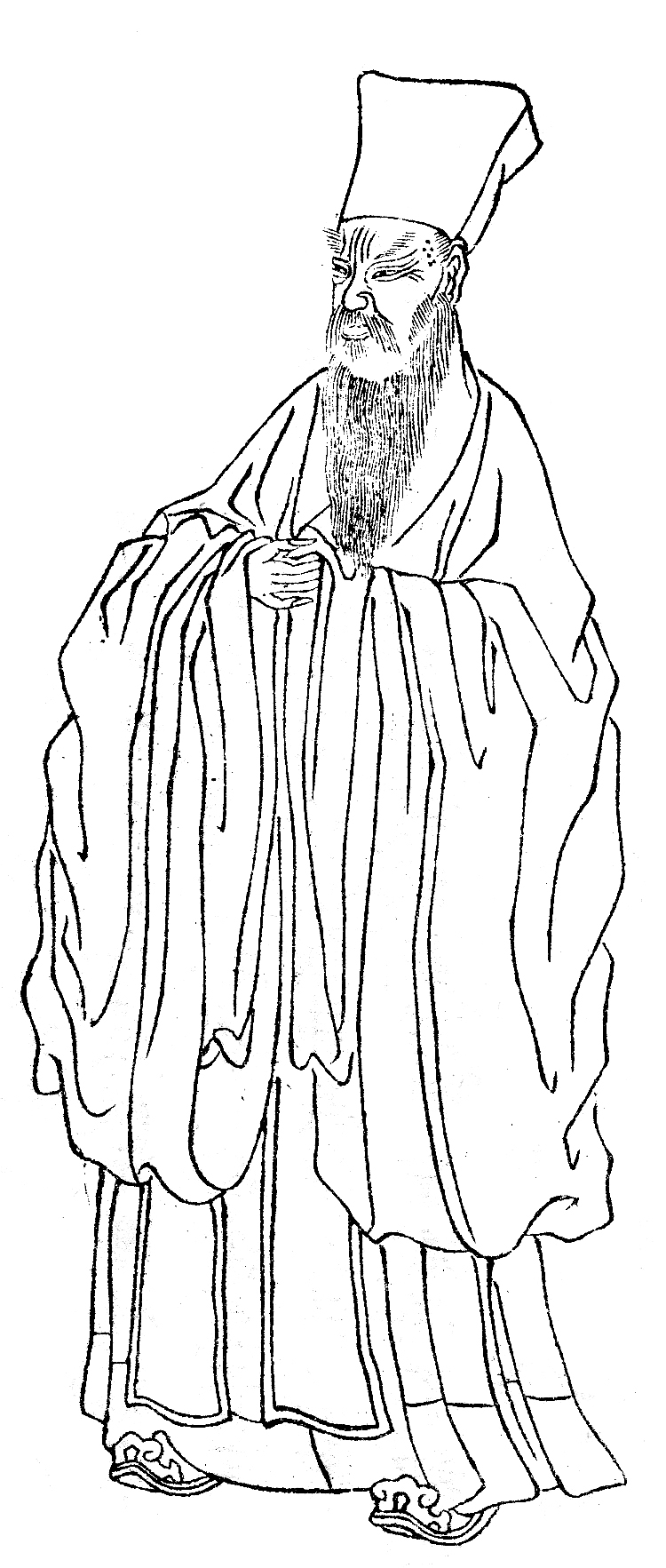
Wang Yangming

## Filosofia
Durant la seua vida i fins a principi del segle xix es va discutir sobre si la seua filosofia s'havia de considerar confuciana o solament de l'escola budista chan.
Wang Yangming és conegut per la seva crítica i reinterpretació del concepte de gran saber que es troba en els clàssics confucians. Un dels seus principals objectius era simplificar i fer més accessible el confucianisme a través de la seva teoria del coneixement innat i la unitat de coneixement i acció. Així encaixa en la tradició de Menci que afirma la capacitat fonamental de la ment per simpatitzar amb els éssers i, en definitiva, amb l'univers sencer. Llavors Wang intenta respondre la pregunta: com hom es converteix en un sant? La solució es troba en l'esperit que revela la fraternitat de tots els homes. Malauradament, l'egoisme i els desitjos materials bloquegen aquesta revelació. A partir d'aleshores, tothom veu tothom com un enemic (un pot estar temptat de pensar en la màxima homo homini lupus que Hobbes pren de Plaute).

### Coneixement innat
Wang Yangming va desenvolupar la idea del coneixement innat. Assegurava que cada persona coneix des del seu naixement la diferència entre el bé i el mal. Una mena de coneixement així és intuïtiu i no racional. Aquestes idees revolucionàries, en aquell temps, van inspirar més tard a pensadors japonesos prominents com Motoori Norinaga, qui argumentava que per les deïtats del shinto, els japonesos de per si tenien l'habilitat intuïtiva per distingir entre el bé i el mal sense una racionalització complexa. Aquella escola de pensament (Ōyōmei-gaku) també va influenciar en gran manera l'ètica samurai japonesa.
Wang pretén adonar-se de la unitat d'esperit i principi en l'experiència viscuda. Com passem, bàsicament, de la contemplació, de la tranquil·litat de la ment a l'acció, l'etapa de la manifestació? Wang afirma la continuïtat entre el coneixement moral innat i el coneixement del principi en la realitat externa. De fet, per a Wang, les distincions entre abans i després, dins i fora són falleres, com ho és la distinció entre acció i contemplació. Empíricament, la ment pot estar en quietud o en moviment, però per al coneixement innat i original, no fa cap diferència. El coneixement innat supera tota dualitat, començant pel de la vida i la mort.

### El coneixement com a acció
El rebuig de la investigació del coneixement per part de Wang es produeix pel fet que, aleshores, la visió tradicional del pensament xinès declarava que, un cop la persona obtenia coneixement, tenia el deure de posar aquest coneixement en acció.
Això pressuposava dues possibilitats:
- Un pot tenir coneixement sense / abans de l'acció corresponent
- Un pot conèixer com és l'acció apropiada, però, amb tot i això, no actuar

Wang va rebutjar ambdós pressupostos, raó per la qual va poder desenvolupar la seva pròpia filosofia de l'acció. Creia que només mitjançant l'acció simultània podia hom obtenir coneixement i va negar qualsevol altre mitjà per aconseguir-ho. Al seu entendre, era impossible utilitzar el coneixement després d'obtenir-lo, perquè creia que el coneixement i l'acció estaven unificats, que eren un de sol. Qualsevol coneixement que fos obtingut i després posat en acció era considerat una il·lusió o falsedat.
Aquesta és la fórmula clau que millor resumeix els seus pensaments. Aquesta unitat no es construeix, no és, com passa amb els que busquen l'esperit en un altre lloc que no sigui en si mateix, fruit d'un esforç sostingut, és original, constitutiva, innata. Per al sant, actuar equival a aprofundir en l'autoconeixement. Aleshores podem parlar de coneixement autèntic. Finalment, Wang aprofundeix en la noció d'estudi, tan estimada per Confuci. No es tracta només d'aprendre, pensar, debatre. L'estudi també implica acció. Com pot cal·ligrafiar si no mullem la punta del pinzell al tinter? Aquest aspecte pràctic i compromès del seu pensament ofereix una alternativa a l'Escola de Principis considerada massa especulativa. Va experimentar una fortuna considerable a Corea i Japó, en l'esperit dels reformadors de l'era Meiji (1868).

### La ment i els objectes
Wang Yangming afirmava que els objectes no existeixen per complet a part de la ment, perquè la ment els dona forma. Creia que no és el món el que li dona forma a la ment, sinó que és la ment la que li dona raó al món (anterior en això a Immanuel Kant). En conseqüència, cada ment per si sola és la font de tota raó. Ell entenia la ment com una llum interior, una bondat moral i coneixement del que és bo, innats. Aquest pensament és bastant similar al del grec Sòcrates, qui argumentava que el coneixement és virtut.

## Influència
Wang Yangming és considerat un dels més grans mestres del confucianisme de la història juntament amb Confuci, Menci i Zhu Xi (孔孟朱王). Va fundar Escola Yaojiang (姚江學派) o Escola de la Ment Yangming  (陽明心學), que es va convertir en una de les escoles confucianes dominants a mitjans del període Ming i finals del període Qing de la Xina. Les figures típiques d'aquesta escola van ser Wang Ji (王龍溪), Qian Dehong (錢德洪), Wang Gen, Huang Zongxi, Li Zhuowu i Liu Zongzhou (劉宗周). Wang Gen va formar l'escola de Taizhou (泰州學派), que va anar a l'esquerra del pensament de Wang Yangming. Durant el període Ming final, el pensament de Wang Yangming es va fer notablement popular i influent a la Xina. La interpretació de Wang del confucianisme ha estat influent a la Xina fins als temps moderns. El senyor de la guerra xinès del segle XX Yan Shixan va intentar reviure el confucianisme a Shanxi en gran manera seguint el model de la filosofia de Wang. Es va acreditar que els ensenyaments de Wang Yangming van inspirar molts reformadors i revolucionaris japonesos durant el segle xix. Això va provocar un gran interès pel seu pensament al Japó al final del període Meiji, quan molts activistes xinesos com Liang Qichao i Chiang Kai-shek estaven al Japó. Alguns pensadors xinesos i coreans creien que els ensenyaments de Wang Yangming van influir fortament en el desenvolupament del Bushidō modern (el camí del guerrer) al Japó, i van promoure ambdues ètiques als seus països per enfortir l'esperit dels seus respectius pobles.
L'almirall japonès de la guerra russo-japonesa, Tōgō Heihachirō, va ser influenciat per Wang i va fer un segell que deia: «Tota la vida va seguir l'exemple de Yangming» (japonès: 一生低首拜陽明 ). Al Japó, molts estudiosos i polítics (aquest grup de persones es coneix en japonès com Yōmeigakusha (japonès: 陽明学者 ) provenien de l'escola de Wang Yangming (Ōyōmei-gaku) a la història, incloent Kumazawa Banzan, Saigō Takamori, Takasugi Shinsaku i Nakae Tōju. Toju Nakae és considerat el fundador de l'Ōyōmei-gaku japonès.

## Memorials
Chiang Kai-shek va batejar una atracció nacional a Taiwan, Yangmingshan, en honor a Wang; i una carretera de Nanchang també rep el nom de Yangming Road en honor a Wang pels funcionaris locals influïts per Chiang. A més, la Universitat Nacional Yang-Ming de Taiwan també porta el nom del filòsof. La gent de Guiyang, capital provincial de la província de Guizhou, va dedicar una estàtua a Wang Yangming, així com un museu i un parc temàtic; una versió robot de Wang Yangming és a la ciutat. El govern de la ciutat de la ciutat natal de Wang, Yuyao, província de Zhejiang, va nomenar una escola secundària pel seu nom honorífic.

## Obra que recull el seu pensament
Principals Obres i Teories
- "Instructions for Practical Living" (传习录, Chuanxi Lu): Recull de les seves ensenyances i diàlegs, on desenvolupa la seva teoria del coneixement innat.
- La teoria de la "Unitat de Coneixement i Acció": Afirma que saber què és correcte implica actuar d'acord amb aquest coneixement, i que el coneixement veritable és innat en la ment humana.
- Investigació sobre la Gran Saviesa[3]

## Traduccions de les seues obres
- Traduccions a l'anglès:
  - Frederick Henke (trad.) The Philosophy of Wang Yang-ming. Nova York: Paragon, 1964.[13]

Traducció de l'obra Ch'uan-hsi Lu: conté 36 cartes i dotze assajos curts. Conté errors i poques referències.
- - Wing-tsit Xan (trad.) Instructions for practical living and other Neo-Confucian writings. Nova York: Columbia University Press, 1963.[13]

Traducció de l'obra completa Ch'uan-hsi Lu més uns documents legals expedits per Wang Yangming que tracten assumptes polítics i socials.